# Wildenbörten
Wildenbörten is een plaats en voormalige gemeente in de Duitse deelstaat Thüringen, en maakt deel uit van de Landkreis Altenburger Land.
Wildenbörten telt  inwoners.
De gemeente maakte deel uit van de Verwaltungsgemeinschaft Oberes Sprottental tot Wildenbörten op 1 januari 2019 werd opgenomen in de gemeente Schmölln.